# Famille Dumont (architectes)
La famille Dumont, dont il est question ici concerne celle des différents artistes, écrivains et architectes de ce nom, dont une branche a pris le nom de Dumont-Wilden.

## Personnalités

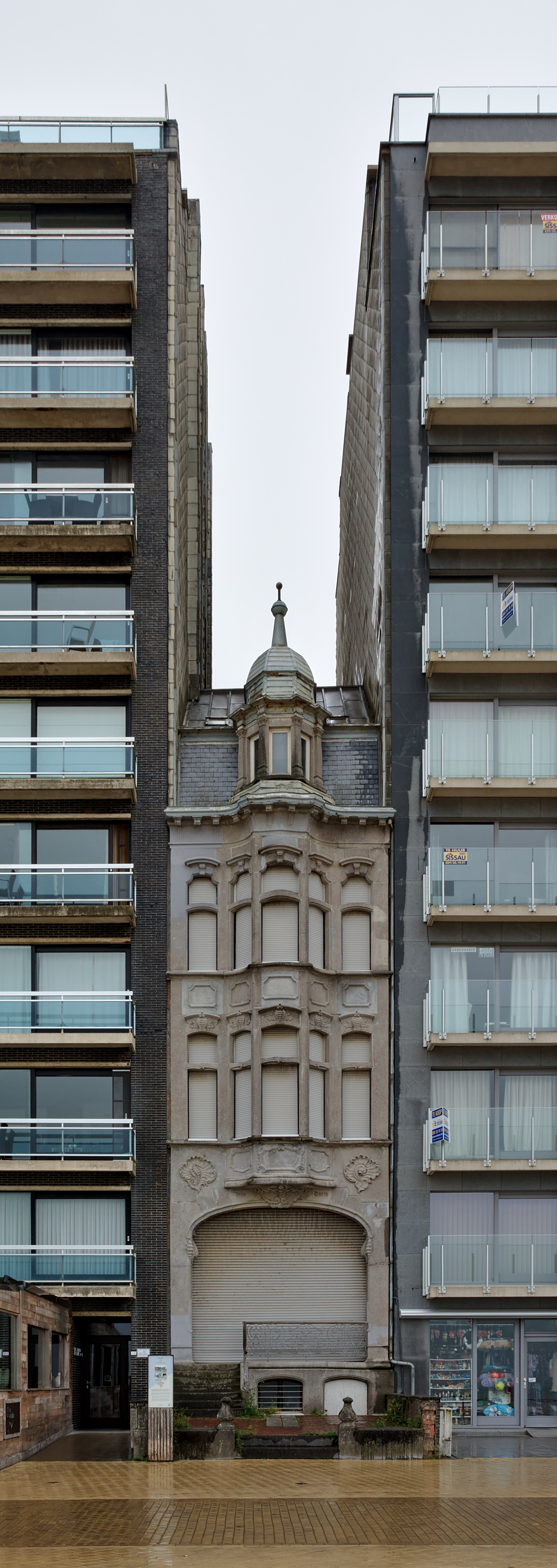
Une construction d'Albert Dumont (1853-1920) à Middelkerke. La villa Doris, avec ornements en sgraffites de Gabriel Van Dievoet dans la véranda, 1899.

Cette famille s'est établie à Bruxelles au XIXe siècle et plusieurs de ses rejetons se sont consacrés à l'architecture, tout comme :
- Albert Dumont (1853-1920), architecte.
- Alexis Dumont (1877-1962) architecte et fils ainé d'Albert Dumont.
- Louis Dumont-Wilden (1875-1963), journaliste, essayiste et historien d'art, cofondateur en 1910 du « Pourquoi Pas ? » avec Léon Souguenet et Georges Garnir. Demi-frère d'Albert Dumont
- Jacques Dumont (1879-1939) géomètre-expert et fils d'Albert Dumont
  - Paul Dumont, professeur de sanscrit à l'université libre de Bruxelles, fils de Jacques Dumont.
  - Myriam Dumont, fille de Jacques, architecte et épouse de Gustave Remy, architecte
- François Dumont, artiste-peintre, promoteur du char à voile, fils d'Albert Dumont.
  - Philippe Dumont (1914-1988), fils de François, architecte et écrivain[2].
    - Yves Dumont, (1943 - ), fils de Philippe, architecte.
- Denis Limbosch, architecte, arrière petit-fils d'Albert Dumont.
- Jean-Pierre Limbosch, dit "Pim" Limbosch, architecte, arrière petit-fils d'Albert Dumont.

## Pour approfondir